# جيل أوغستين بينيا
جيل أوغستين بينيا Gilles Augustin Binya، من مواليد 29 أغسطس 1984 في ياوندي في الكاميرون، لاعب كرة قدم كاميروني.
بدأ مسيرته الكروية مع مولودية وهران في عام 2004، ولعب معهم حتى عام 2007، وشارك معهم في 76 مباراة وسجل 30 هدف، ومنذ عام 2007 وهو يلعب مع نادي بنفيكا البرتغالي.
منذ عام 2007 وهو يلعب مع منتخب الكاميرون لكرة القدم.

## روابط خارجية
- جيل أوغستين بينيا على موقع اتحاد تركيا (لاعب) (الإنجليزية)
- جيل أوغستين بينيا على موقع قاعدة بيانات كرة القدم.إي يو (الإنجليزية)
- جيل أوغستين بينيا على موقع ناشيونال فوتبول تيمز (الإنجليزية)
- جيل أوغستين بينيا على موقع Soccerway.com (الإنجليزية)
- جيل أوغستين بينيا على موقع عالم كرة القدم.نت (الإنجليزية)